# Temirtau

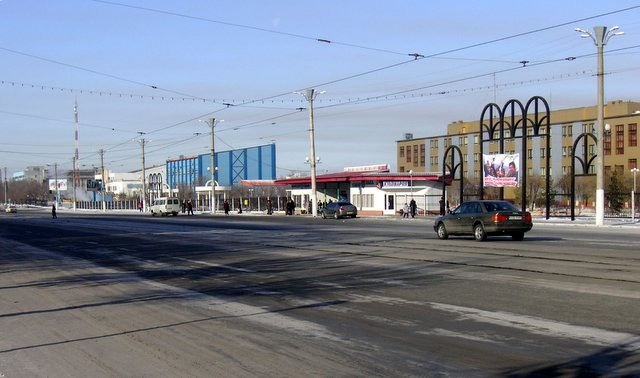
Temirtau, Straße der Republik

Temirtau (kasachisch Теміртау „eiserner Berg“, russisch Темиртау) ist eine Industriestadt in Kasachstan mit 171.177 Einwohnern (Stand 1. Januar 2025). Sie ist eine Satellitenstadt von Qaraghandy und liegt etwa 180 km südöstlich der Hauptstadt Astana am Fluss Nura. Der Verwaltung der Stadt Temirtau ist die Siedlung Aqtau unterstellt.

## Geschichte
Die Stadt wurde am 1. Oktober 1945 auf der Basis der ehemaligen Siedlung Samarkandskij gegründet. Bei gewalttätigen Unruhen im August 1959  in der Stadt kamen 16 Menschen ums Leben.
1980 wurde in Temirtau für die deutsche Minderheit das Deutsche Theater gegründet, das erste deutschsprachige Theater der Sowjetunion seit 1941. Im Zuge des Zweiten Weltkrieges war damals die Wolgadeutsche ASSR mit allen kulturellen Institutionen aufgelöst und die deutsche Volksgruppe nach Kasachstan und Sibirien deportiert worden. Der Legende nach bat in den 1970ern der westdeutsche Bundeskanzler Helmut Schmidt um den Besuch eines Theaters der deutschen Minderheit. Der sowjetische Staatschef Leonid Breshnew soll, peinlich berührt, die Wiedereinrichtung eines solchen Theaters angeordnet haben. In der Stadt Temirtau wohnten jedoch nur wenige Deutsche, sodass das Ensemble häufig durch kleinere Städte und Dörfer Kasachstans tourte und ihr zunächst sehr hochkulturell ausgerichtetes Programm anpasste. Ende der 1980er wurde das Theater dann in die Republikhauptstadt Almaty verlegt (siehe Deutsches Theater Kasachstan).

## Sport
In der Stadt ist der Fußballverein FK Schachtjor-Bolat Temirtau beheimatet. Daneben wird die Stadt durch den Eishockeyverein HK Arystan Temirtau vertreten.

## Wirtschaft und Infrastruktur
Die Geschichte der Stadt ist eng mit dem Kasachischen Metallurgiekombinat (Karmet) verbunden. Es wurde während der deutschen Besetzung des Westens der UdSSR im Zweiten Weltkrieg im Jahr 1944 errichtet. Nachdem es zwischenzeitlich zu ArcelorMittal gehörte, ist es seit Dezember 2023 im Besitz der staatlichen Qazaqstan Investment Corporation. Außerdem befindet sich heute auch ein elektrometallurgisches Kombinat in der Stadt. Weiterhin sind 1.061 Industriebetriebe angesiedelt, die im Jahr 2007 ca. 23 Prozent der Industrieproduktion des gesamten Gebietes herstellten.

### Verkehr

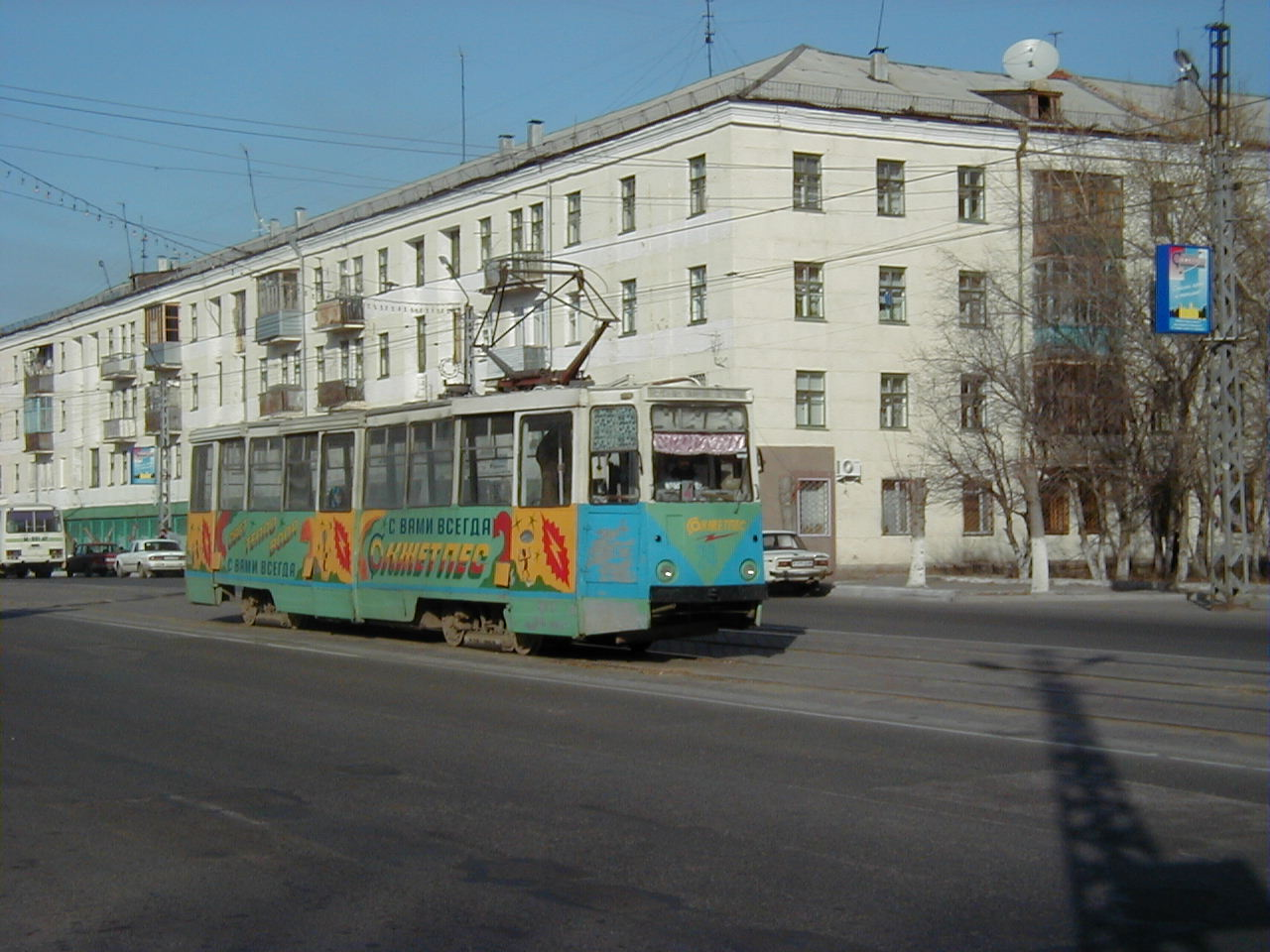
Straßenbahn in Temirtau

Der Ort besitzt seit dem 5. September 1959 eine Straßenbahn mit einer Spurweite von 1524 mm und einer Gesamtlänge von 48,8 km, welche sich im Besitz des Stahlwerks befindet. Der Betrieb wurde im Februar 2023 wegen fehlender Rentabilität und fehlenden Mitteln zur Modernisierung des Betriebs seitens der Stadt eingestellt, allerdings wird seit der Übernahme des Stahlwerks im Dezember 2023 die Wiederinbetriebnahme des Straßenbahnbetriebs – zunächst auf einer 11 km langen Linie – angestrebt. Erste neue Fahrzeuge wurden mit Oktober 2024 geliefert, auch wurde mit der Schulung des Fahrpersonals begonnen.
Der Nahverkehr wird von fünf Transportunternehmen auf einer Gesamtlänge der befahrbaren Straßen von 259 km gewährleistet.
Nördlich der Stadt beginnt die 921 km lange Fernstraße A20.

### Medien
In der Stadt erscheinen sechs lokale Zeitungen (Temirtau, Serkalo, Kasachstanskaja Magnitka, Metallurg, Temirtauskij kaleidoskop und Wetschernjaja Gaseta). Weiterhin gibt es vier lokale Telekanäle (Sfera, 29 kanal, 43 kanal und TKT) und einen Radiosender (Radio-102).

### Bildung
Temirtau besitzt 30 allgemeinbildende Schulen mit einer Kapazität von mehr als 19.000 Schülern und zwei Hochschulen.

### SOS-Kinderdorf Temirtau
Die Arbeitslosenquote in der Region um Temirtau ist hoch und die Anzahl der Waisen und verlassenen Kinder groß.
Von den lokalen Behörden wurde ein rund sieben Hektar großes Grundstück kostenlos für die Errichtung des SOS-Kinderdorfes Temirtau zur Verfügung gestellt. Die feierliche offizielle Eröffnung fand am 5. Juli 2005 im Beisein von Vertretern von SOS-Kinderdorf International und zahlreichen Ehrengästen statt.
Das SOS-Kinderdorf Temirtau umfasst zwölf Familienhäuser, Häuser für die SOS-Tanten (unterstützen die SOS-Kinderdorf-Mütter und vertreten sie im Falle ihrer Abwesenheit) und den Dorfleiter, ein Mehrzweckgebäude sowie einen Verwaltungs- und Servicebereich. Bis zu 108 Kinder können in den Familienhäusern des SOS-Kinderdorfs Temirtau ein neues Zuhause finden. Da der Bedarf an familienähnlicher Langzeitunterbringung für Kinder nach wie vor hoch ist, ist für die kommenden Jahre die Errichtung von zwei zusätzlichen Familienhäusern geplant.

## Städtepartnerschaften
- Zenica (Bosnien und Herzegowina)
- Kamjanske (ehemals Dniprodserschynsk, Ukraine)

## Söhne und Töchter der Stadt
- Jelena Malyschewa (* 1947), sowjetische bzw. russische Historikerin und Hochschullehrerin
- Serik Achmetow (* 1958), Politiker
- Wladimir Wochmjanin (* 1962), Sportschütze
- Dariga Nasarbajewa (* 1963), Unternehmerin
- Dmitri Frolow (* 1966), russischer Eishockeyspieler
- Wladimir Antipin (* 1970), Eishockeyspieler
- Wadim Glowazki (1970–2015), Eishockeyspieler
- Andrei Potaitschuk (* 1970), russischer Eishockeyspieler
- Waleri Jablotschkin (* 1973), Fußballspieler
- Sergei Jakowlew (* 1976), Radrennfahrer
- Vitali Janke (* 1976), deutscher Eishockeyspieler
- Eugen Kamenew (* 1982), deutsch-russischer Fotograf
- Valentina Rekowski (* 1984), deutsche Film- und Theaterschauspielerin und Synchronsprecherin
- Swetlana Germanowitsch (* 1986), Ruderin
- Nikita Miller (* 1987), deutsch-russischer Comedian, Autor und Cartoonist
- Willi Evseev (* 1992), deutscher Fußballspieler
- Anton Sagadejew (* 1993), Eishockeyspieler
- Grigori Lomakin (* 1998), Tennisspieler
- Marija Owtschinnikowa (* 1998), Weit- und Dreispringerin
- Wladislaw Kirejew (* 2000), Biathlet